# Кім Ір Сен
Кім Ір Се́н (кор. 김일성, 金日成, Kim Il(-)seong, Kim Ilsŏng, уроджений Кім Сон Чжу (кор. 김성주?, 金成柱? або 金聖柱); 15 квітня 1912 — 8 липня 1994) — корейський революціонер, північнокорейський державний, військовий, політичний та партійний діяч, який керував КНДР від 1948 до 1994 року.
Обіймав посади голови Кабінету Міністрів (1948—1972), президента (1972—1994), голови ЦК Трудової партії Кореї (1949—1966), генерального секретаря ЦК ТПК (1966—1994) та верховного головнокомандувача Корейською народною армією (1950—1994).

## Біографія
- 1929 року, будучи учнем середньої школи міста Юйвень (провінція Цзилінь, Маньчжурія), був заарештований за політичну активність.
- У 1930 був звільнений, вступив у загін Армії Незалежності Кореї на чолі з Єн Се Боном.
- З 1931 р. вже мав власний партизанський загін у складі 18 осіб.
- У жовтні 1936 отримав «публічну популярність». В сеульській пресі була опублікована стаття про рейд 40 «червоних бандитів» на чолі з Кім Ір Сеном в село Шілюдаогоу в Маньчжурії, в ході якого був пограбований селянин на ім'я Пак Хун Ян.
- У 1937 чисельно зрослий загін Кім Ір Сена здобув кілька перемог над японськими поліцейськими та каральними силами в районах гір Пекту та Паїкду. Кім Ір Сен офіційно очолює 6-у дивізію 2-ї армії 1-ї польової армії Північно-Східної Об'єднаної антияпонської армії.
- У березні 1940 «дивізія» Кім Ір Сена здобула свою найбільшу перемогу поблизу Даймалугоу. Її загін у 250 партизан вщент розбив підрозділ японської спеціальної поліції.
- На початку 1941 ослаблена «дивізія» Кіма була змушена відступити на Північ, до кордону СРСР. 15 березня 1941 Кім Ір Сен і його партизани загальним числом 25 чоловік перетнули радянський кордон, були затримані органами НКВС і піддані інтенсивним допитам і перевіркам.
- Після перевірки, ідеологічної обробки та спец. підготовки, бійці загону і сам Кім Ір Сена були спрямовані до складу особливої військової частини — 88-ї окремої стрілецької бригади Далекосхідного фронту, сформованої в кінці липня 1942 року в селищі Вятское-на-Амурі. Кім Ір Сену було присвоєне звання капітана Радянської Армії. Під китайським іменем в документах Цзінь Жічень він був призначений командиром 1-го батальйону 88-ї бригади. Кім Ір Сен швидко став локальним лідером, тому що був найстаршим за званням серед корейських офіцерів бригади і йому добре давалася вивчення російської мови.
- У 1945 в зв'язку з несподівано швидкою капітуляцією японської Квантунської армії, 88 бригада, так і не узявши участь у бойових діях була переформована. Кім Ір Сен та близько 40 військовослужбовців-корейців і члени їх сімей були відправлені морем через Владивосток на пароплаві «Пугачов» в корейський порт Вонсан.
- У вересні 1945 призначений помічником військового коменданта міста Пхеньян.
- Радянське керівництво зробило ставку на Кім Ір Сена як на найбільш «вірного сталінця». 14 жовтня 1945 він вперше з'явився «на людях» — виступив на стадіоні міста Пхеньян перед 100-тисячним мітингом, ретельно підготованим політвідділом радянської окупаційної 25-ї армії.
- З 1945 — лідер Трудової партії Кореї.
- У 1946 р. на нього був скоєний замах — з натовпу кинули гранату, яку закрив своїм тілом лейтенант Я. Новиченко. У 1984 р. Новиченко отримав звання Героя праці КНДР.
- 1948–1972 — прем'єр, згодом президент КНДР.
- Після смерті Сталіна в 1953 Кім Ір Сен став робити спроби звільнитися від радянського пресингу. На цьому шляху розгорнув репресії проти корейських діячів радянського походження, репресії проти всіх, хто стояв на прорадянських позиціях. А також проти тих, хто «занадто багато» знав про Кім Ір Сена, капітана Радянської армії Цзінь Жіченя.
Надалі правив авторитарно, оточив себе офіційним культом «Великий Вождь». Незадовго до смерті призначив головою партії і держави власного сина Кім Чен Іра.
- Похований у мавзолеї Кимсусанський меморіальний палац, своїй колишній резиденції у Пхеньяні.

## Цікаві факти
У досьє американської розвідки на Кім Ір Сена історія його політичного становлення та приходу до влади в Північній Кореї викладається так: 
|  | Перед загрозою знищення з боку японців кілька сотень комуністів під проводом Кім Ір Сена переправилися на північ, у радянську Приморську область. Після перевірки їх політичного та військового минулого, радянці направили цих осіб у навчальний табір Яшки біля Хабаровська. Там, а потім у населеному пункті Рарараш, розташованому в пункті перетину кордонів СРСР, Кореї та Маньчжурії, ці особи отримали підготовку у веденні шпигунства, радіозв'язку, організації саботажу, а також з загальних військових дисциплін. У період 1941—1945 рр. радянці використовували цих осіб як своїх агентів у Маньчжурії. Навесні 1945 року на додачу до щоденної політичної підготовки, вони отримали додаткову підготовку з політичної ситуації в Кореї . |